# Nauvoo (Illinois)
Pour les articles homonymes, voir Nauvoo.
Nauvoo, ville des États-Unis (Illinois), dans le comté de Hancock sur le Mississippi, aux confins de l'Iowa. Elle fut fondée en 1840 par les mormons qui y construisirent un temple, mais en furent expulsés en 1846.

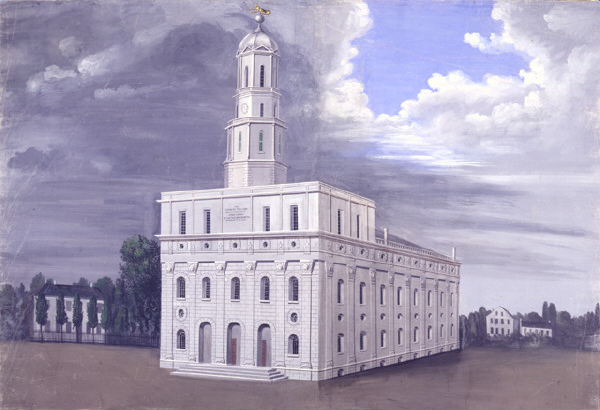
Temple mormon de Nauvoo, XIXe siècle

Deux ans plus tard, à partir de 1848, elle fut occupée par Étienne Cabet et ses disciples qui en firent la capitale de l'Icarie et tentèrent, mais sans succès, d'y réaliser leur système de communisme. 
Endommagé par une tornade et un incendie, le temple mormon fut démoli en 1865. Une réplique du temple fut construite par les mormons et consacré en 2002.

## Source
Cet article comprend des extraits du Dictionnaire Bouillet. Il est possible de supprimer cette indication, si le texte reflète le savoir actuel sur ce thème, si les sources sont citées, s'il satisfait aux exigences linguistiques actuelles et s'il ne contient pas de propos qui vont à l'encontre des règles de neutralité de Wikipédia.